# Bernard J. Matkowsky
Bernard J. Matkowsky (19 août 1939  - 11 juin 2020) est un mathématicien appliqué américain.

## Biographie
Matkowsky obtient un BS du City College de New York en 1960, un MEE de l'Université de New York (NYU) en 1961, une maîtrise en 1963 et un doctorat en 1966 du Courant Institute à NYU. Il est supervisé par Joseph Keller et sa thèse s'intitule "Solution asymptotique des équations aux dérivées partielles dans les domaines minces". Il est professeur de mathématiques à l'Institut polytechnique Rensselaer de 1966 à 1977. En 1977, il accepte une offre de l'Université Northwestern, avec pour mandat de construire un département de mathématiques appliquées, devenant finalement professeur de mathématiques appliquées, de mathématiques et de génie mécanique. En 1990, il est nommé professeur John Evans de mathématiques appliquées. Il est directeur du département de mathématiques appliquées de 1993 à 1999.
Il est professeur invité à l'Université de Tel Aviv en 1972-1973, à l'Institut Weizmann en 1976 et 1980 et au Technion en 2007. Il est consultant au Laboratoire national d'Argonne, au Laboratoire national de Sandia Livermore, au Laboratoire national de Lawrence Livermore et à Exxon Research and Engineering. Il est boursier Fulbright-Hays en 1972-1973, boursier Guggenheim en 1982-1983 reçoit deux médailles de l'Académie russe des sciences, une pour ses "contributions importantes à la modélisation des processus SHS" en 1999, et la médaille du Jubilé pour ses "contributions à la théorie de la combustion" en 2007, ainsi que d'autres distinctions.
Il travaille sur les méthodes asymptotiques et de perturbation pour les équations différentielles ordinaires, partielles et stochastiques, la bifurcation, la formation de motifs et la dynamique non linéaire, avec des applications dans la dynamique des fluides et des solides, la théorie de la combustion et de la flamme, la synthèse de combustion des matériaux (SHS) et la combustion de filtration dans les milieux poreux.
Il reçoit le prix de conférence John von Neumann en 2017. Le titre de sa conférence est "Singular Perturbations in Noisy Dynamical Systems", publié dans le European Journal of Applied Mathematics. Il est membre de l'Association américaine pour l'avancement des sciences, de la Société américaine de physique, de l'American Academy of Mechanics et de la Society of Industrial and Applied Mathematics.
Il est l'auteur de plus de 250 articles, est un chercheur hautement cité de l'Institute for Scientific Information (ISI) et est rédacteur en chef de huit revues et de deux séries de livres/monographies.
En 1965, il épouse Florence Knobel et ont trois enfants, David, Daniel et Devorah.